# 条纹长石

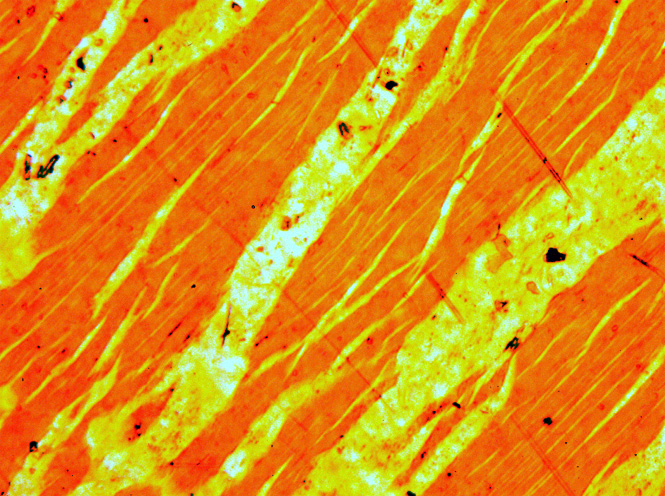
岩石顯微鏡下的条纹长石的岩石薄片，橘色爲正長石。黃色為被出融出來的鈉長石。鏡下最長尺度為0.4mm.

条纹长石（英語：Perthite） 是指兩種長石的交錯共生。它的主體通常是富鉀鹼長石顆粒（接近鉀長石，KAlSi3O8），含片狀晶體或不規則形狀的共生鈉鹼長石（接近鈉長石，NaAlSi3O8）。一般主體礦物是是正長石或微斜長石，片狀晶體是鈉長石。 如果鈉長石是主體，則是反条纹長石，如果長石的比例大致相等，則是中条纹長石。
条纹长石经离溶作用（exsolution）形成，在接近 700 °C 的溫度和類似地殼內的壓力下，鈉長石和鉀長石之間是完全固溶体。但在較低溫度下， 如果具有中間成分的鹼性長石顆粒冷卻的慢，則富鉀長石和富鈉長在固溶體彼此分離。 冷卻後造成兩種長石的交錯共生。如果有水，离溶作用會更快。

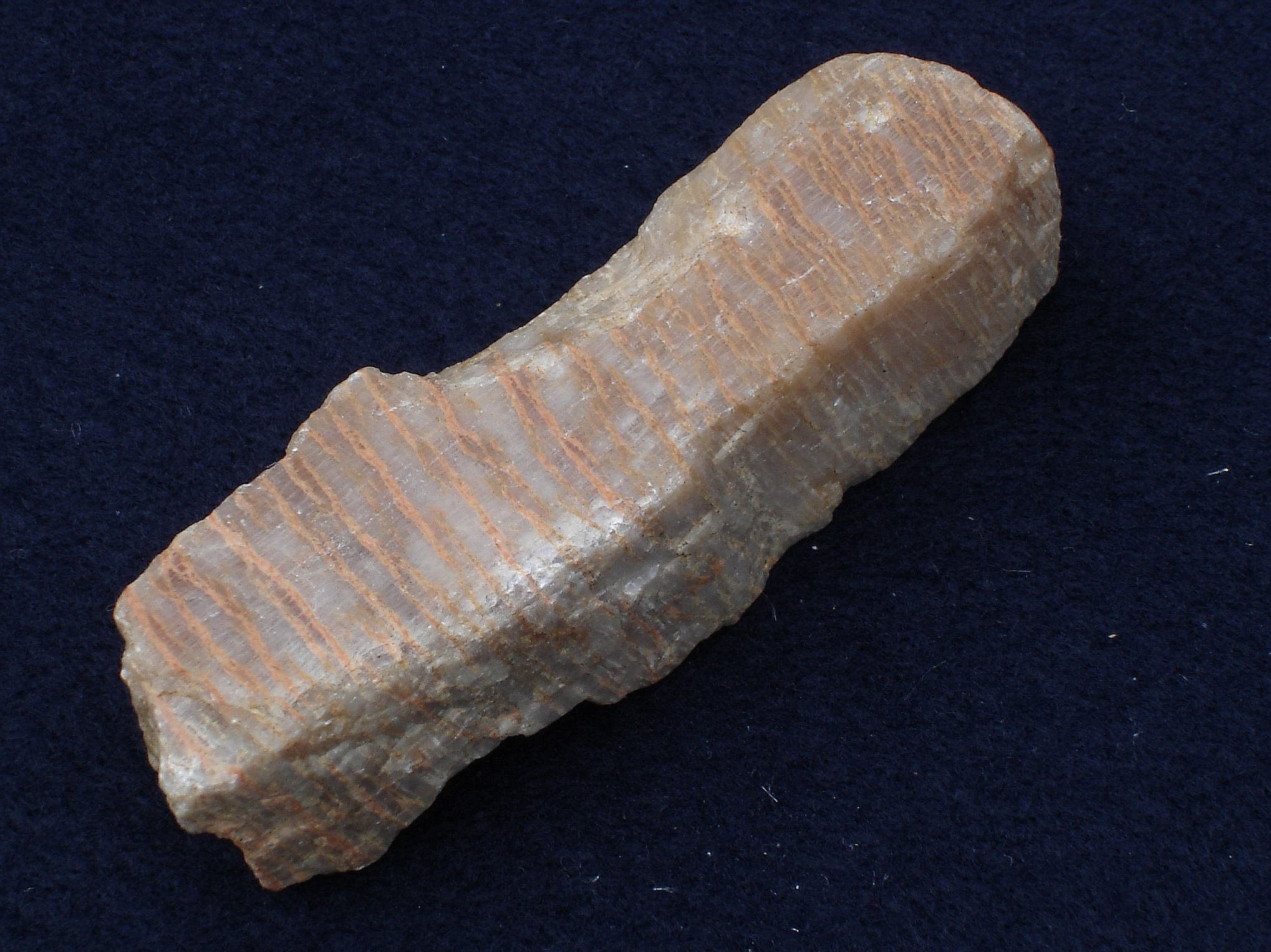
肉眼可見的反条纹长石

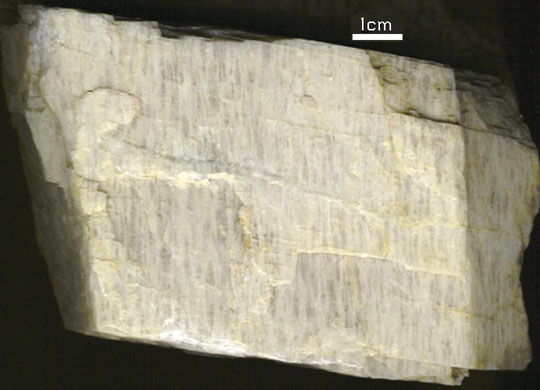
条纹长石， 標本地點：南達科他州 Dan Patch偉晶岩

若条纹长石的岩石紋理較粗大，可看出明顯的粉紅色和白色薄片組成，粉紅色為微斜長石，白色為鈉長石 (NaAlSi3O8)。条纹长石中的交錯共生形狀有多種。 如果冷卻足夠慢，离溶作用會讓鹼性長石形成獨立的自形顆粒。条纹长石中最大的單晶，尺寸約為 10.7 米（35 英尺）x 4.6 米（15 英尺）x 1.8 米（5 英尺 11 英寸）在南達科他州的雨果礦中被發現。
在纹长石中的鉀長石、有達到其寶石級的顔色，如同天河石和月光石。